# Lozzo (Maccagno con Pino e Veddasca)
Lozzo è una frazione del comune italiano di Maccagno con Pino e Veddasca posta a metà strada fra le due località di Armio e Biegno.

## Storia
Lozzo è un piccolo centro abitato di antica origine, appartenente alla Pieve di Val Travaglia.
Registrato nel 1751 come un borgo di 225 abitanti, nel 1805 raggiunse le 246 unità. In età napoleonica, anno 1809, il Comune di Lozzo fu soppresso e aggregato al limitrofo Comune di Biegno, recuperando l'autonomia nel 1816, in seguito all'istituzione del Regno Lombardo-Veneto.
All'unità d'Italia, anno 1861, Lozzo contava 315 abitanti. Il comune venne soppresso nel 1928, e fuso ai comuni di Armio, Biegno e Cadero con Graglio, formando il nuovo comune di Veddasca.
Nel 2014 ha seguito le sorti di tutto il comune di Veddasca ed è confluito nel nuovo comune di Maccagno con Pino e Veddasca.